# 野川瑞穂
野川 瑞穂（のがわ みずほ、1979年12月22日 - ）は、日本の女優。埼玉県出身。ジャパンアクションエンタープライズ所属を経てフリー。

## 経歴
元々はミュージカル志望で演劇の専門学校に通っていたが、1999年11月に時代劇の舞台を見たことが転機となって専門学校を中退。2000年4月にジャパンアクションクラブ養成部に入所し、翌年からタレントとして活動開始。2021年3月末JAE退所。
スーパー戦隊シリーズにおいて、『魔法戦隊マジレンジャー』から『手裏剣戦隊ニンニンジャー』まで女性メンバーのスーツアクトレスを数多く担当。その中でも『獣電戦隊キョウリュウジャー』では蹴り技を主体としたキョウリュウピンクを担当したが、本人は蹴りのアクションが苦手だったことを語っている。『動物戦隊ジュウオウジャー』以降は、主に悪役やサポートキャラクターのスーツアクトレスを担当している。なお、JAE退所は『ニンニンジャー』終了後にする予定だったことを後のインタビューで語っている。

## 出演

### テレビドラマ
- めちゃ×2イケてるッ!（2001年、フジテレビ） - 忍者
- 世にも奇妙な物語（2001年、フジテレビ） - YOU吹き替え
- かきこみTV（2006年、NHK教育） - ホチキー
- 時効警察（2006年、テレビ朝日）
- ザ!世界仰天ニュース（2009年、日本テレビ） - 助産婦
- サラリーマンNEO（2009年、NHK教育） - くノ一
- 土曜時代劇 陽炎の辻〜居眠り磐音 江戸双紙〜3（2009年、NHK） - 雑賀衆くノ一
- 女の体当たりサーチ番組 なぜ?そこ?（2015年、テレビ朝日）
- ヒル Season 2 第3話・第4話（2022年4月29日・5月6日、WOWOW）

### 特撮テレビドラマ
- スーパー戦隊シリーズ（テレビ朝日） 
  - 特捜戦隊デカレンジャー（2004年 - 2005年）
  - 魔法戦隊マジレンジャー（2005年 - 2006年） - マジブルー[7][1]、マジマーメイド[8]
  - 轟轟戦隊ボウケンジャー（2006年 - 2007年）
  - 獣拳戦隊ゲキレンジャー（2007年 - 2008年）
  - 炎神戦隊ゴーオンジャー（2008年 - 2009年） - ゴーオンシルバー[9][1]、係員（最終回）
  - 侍戦隊シンケンジャー（2009年 - 2010年）
  - 天装戦隊ゴセイジャー（2010年 - 2011年） - ゴセイイエロー[10][1]
  - 海賊戦隊ゴーカイジャー（2011年 - 2012年） - ゴーカイピンク[11][1]
  - 特命戦隊ゴーバスターズ（2012年 - 2013年） - エスケイプ・エボルブ[12]
  - 獣電戦隊キョウリュウジャー（2013年 - 2014年） - キョウリュウピンク[13]
  - 烈車戦隊トッキュウジャー（2014年 - 2015年） - トッキュウ5号[14][2]、ワゴン[15][2]
  - 手裏剣戦隊ニンニンジャー（2015年 - 2016年） - モモニンジャー[3][16]
  - 動物戦隊ジュウオウジャー（2016年 - 2017年）
  - 宇宙戦隊キュウレンジャー（2017年 - 2018年） - マーダッコ[17]
  - 快盗戦隊ルパンレンジャーVS警察戦隊パトレンジャー（2018年 - 2019年） - ジム・カーター[18]、ルパンイエロー（第4話代役）[19]
  - 魔進戦隊キラメイジャー（2020年 - 2021年） - マブシーナ[20]
  - 機界戦隊ゼンカイジャー（2021年 - 2022年）
  - 王様戦隊キングオージャー（2023年） - キョウリュウピンク[21]
- 仮面ライダーシリーズ（テレビ朝日）
  - 仮面ライダー響鬼（2005年 - 2006年）
  - 仮面ライダーカブト（2006年 - 2007年）
  - 仮面ライダーキバ（2008年 - 2009年）
  - 仮面ライダーディケイド（2009年）
  - 仮面ライダーW（2009年 - 2010年）
  - 仮面ライダーフォーゼ（2011年 - 2012年）
  - 仮面ライダーウィザード（2012年 - 2013年）
  - 仮面ライダー鎧武/ガイム（2013年 - 2014年）

#### テレビスペシャル
- 烈車戦隊トッキュウジャーVS仮面ライダー鎧武 春休み合体スペシャル（2014年）
- 手裏剣戦隊ニンニンジャーVS仮面ライダードライブ 春休み合体1時間スペシャル（2015年）

### 映画
- ゴジラシリーズ
  - ゴジラ×メカゴジラ（2002年） - 釈由美子吹き替え
  - ゴジラ-1.0（2023年） - スタント
- 陰陽師II（2003年）
- ゲゲゲの鬼太郎 千年呪い歌（2008年） - 室井滋吹き替え
- がんばれいわ!!ロボコン ウララ〜!恋する汁なしタンタンメン!!の巻（2020年） - アクションクルー[22]
- スーパー戦隊シリーズ
  - 魔法戦隊マジレンジャー THE MOVIE インフェルシアの花嫁（2005年） - マジブルー[23]
  - 炎神戦隊ゴーオンジャー BUNBUN!BANBAN!劇場BANG!!（2008年）
  - 劇場版 炎神戦隊ゴーオンジャーVSゲキレンジャー（2009年）
  - 侍戦隊シンケンジャー 銀幕版 天下分け目の戦（2009年）
  - 侍戦隊シンケンジャーVSゴーオンジャー 銀幕BANG!!（2010年） - ゴーオンシルバー[24]
  - 天装戦隊ゴセイジャー エピックON THEムービー（2010年）
  - 天装戦隊ゴセイジャーVSシンケンジャー エピックon銀幕（2011年） - ゴセイイエロー[10]
  - ゴーカイジャー ゴセイジャー スーパー戦隊199ヒーロー大決戦（2011年） - ゴーカイピンク[25]
  - 海賊戦隊ゴーカイジャー THE MOVIE 空飛ぶ幽霊船（2011年） - ゴーカイピンク[要出典]
  - 特命戦隊ゴーバスターズVS海賊戦隊ゴーカイジャー THE MOVIE（2013年）
  - 劇場版 獣電戦隊キョウリュウジャー ガブリンチョ・オブ・ミュージック（2013年）
  - 獣電戦隊キョウリュウジャーVSゴーバスターズ 恐竜大決戦! さらば永遠の友よ（2014年） - トッキュウ5号[2]
  - 烈車戦隊トッキュウジャー THE MOVIE ギャラクシーラインSOS（2014年） - トッキュウ5号、ワゴン[26]
  - 烈車戦隊トッキュウジャーVSキョウリュウジャー THE MOVIE（2015年）
  - 手裏剣戦隊ニンニンジャー THE MOVIE 恐竜殿さまアッパレ忍法帖!（2015年）
  - 手裏剣戦隊ニンニンジャーVSトッキュウジャー THE MOVIE 忍者・イン・ワンダーランド（2016年） - モモニンジャー[27]、トッキュウ5号[27]
  - 劇場版 動物戦隊ジュウオウジャーVSニンニンジャー 未来からのメッセージ from スーパー戦隊（2017年）
  - 宇宙戦隊キュウレンジャー THE MOVIE ゲース・インダベーの逆襲（2017年）
  - 快盗戦隊ルパンレンジャーVS警察戦隊パトレンジャー en film（2018年）
  - 騎士竜戦隊リュウソウジャー THE MOVIE タイムスリップ!恐竜パニック!!（2019年）
  - 魔進戦隊キラメイジャー エピソードZERO（2020年）[28] - マブシーナ[29]
  - 魔進戦隊キラメイジャー THE MOVIE ビー・バップ・ドリーム（2021年）[30]
- 仮面ライダーシリーズ
  - 劇場版 仮面ライダーディケイド オールライダー対大ショッカー（2009年）
  - 仮面ライダー×仮面ライダー W&ディケイド MOVIE大戦2010（2009年）
  - 仮面ライダーW FOREVER AtoZ/運命のガイアメモリ（2010年） - 女性刑事 役
  - 仮面ライダーフォーゼ THE MOVIE みんなで宇宙キターッ!（2012年）
  - 劇場版 仮面ライダーウィザード in Magic Land（2013年）
- スーパーヒーロー大戦シリーズ
  - 仮面ライダー×スーパー戦隊 スーパーヒーロー大戦（2012年）
  - 仮面ライダー×スーパー戦隊×宇宙刑事 スーパーヒーロー大戦Z（2013年） - キョウリュウピンク[31]
  - 平成ライダー対昭和ライダー 仮面ライダー大戦 feat.スーパー戦隊（2014年）
  - スーパーヒーロー大戦GP 仮面ライダー3号（2015年）
  - 仮面ライダー×スーパー戦隊 超スーパーヒーロー大戦（2017年）

### オリジナルビデオ
- 魔法戦隊マジレンジャーVSデカレンジャー（2006年）
- 炎神戦隊ゴーオンジャー BONBON！BONBON！ネットでBONG!!（2008年）
- 帰ってきた侍戦隊シンケンジャー 特別幕（2010年）
- 帰ってきた天装戦隊ゴセイジャー last epic（2011年） - ゴセイイエロー[32]
- 獣電戦隊キョウリュウジャー でたァ〜ッ! まなつのアームド・オンまつり!!（2013年）
- 帰ってきた獣電戦隊キョウリュウジャー 100 YEARS AFTER（2014年） - キョウリュウシアン[33]
- 烈車戦隊トッキュウジャー さらばチケットくん! 荒野の超トッキュウバトル!!（2014年）
- 行って帰ってきた烈車戦隊トッキュウジャー 夢の超トッキュウ7号（2015年）
- 帰ってきた手裏剣戦隊ニンニンジャー ニンニンガールズVSボーイズ FINAL WARS（2016年） − モモニンジャー
- 帰ってきた動物戦隊ジュウオウジャー お命頂戴!地球王者決定戦（2017年）
- ガールズ・イン・トラブル スペース・スクワッド EPISODE ZERO（2017年）
- 魔進戦隊キラメイジャーVSリュウソウジャー（2021年） - マブシーナ[34]
- テン・ゴーカイジャー（2022年） - ゴーカイピンク[35]
- 機界戦隊ゼンカイジャーVSキラメイジャーVSセンパイジャー（2022年）
- 爆竜戦隊アバレンジャー 20th 許されざるアバレ（2024年） - アバレイエロー[36]
- 仮面ライダー555 20th パラダイス・リゲインド（2024年） - ワイルドキャットオルフェノク[37]
- 王様戦隊キングオージャーVSキョウリュウジャー（2024年） - キョウリュウピンク[21]、アミィ結月（吹き替え）[21]

### ネットムービー
- ネット版 仮面ライダー×スーパー戦隊 スーパーヒーロー大変 〜犯人はダレだ?!〜（2012年） - ゴーカイピンク
- ツーカイザー×ゴーカイジャー ～ジューンブライドはたぬき味～（2022年） - ゴーカイピンク[38]
- 忍者戦隊カクレンジャー 第三部・中年奮闘編（2024年）
- 爆上戦隊ブンブンジャー formation lap 始末屋 オブ ギャラクシー（2025年） - ゴーオンシルバー

### ヒーローショー
- 爆竜戦隊アバレンジャー（2003年 - 2004年） - メドーサ
- 特捜戦隊デカレンジャー（2004年 - 2005年） - ローズ
- 轟轟戦隊ボウケンジャー（2006年 - 2007年） - ボウケンイエロー[5]
- 侍戦隊シンケンジャー（2009年）
  - 「シンケンゴールド見参！海中決戦之幕」
- 特命戦隊ゴーバスターズ（2012年） - マルセーニャ
  - ｢新戦士登場！ビート＆スタッグ!!｣
- 宇宙戦隊キュウレンジャー（2018年）
  - 「キュウキョクギャラクシー！宇宙は俺たちがとりもどす!!」

### 舞台
- R.U.P『センゴクプー 戦国・風』（2003年） - 領民・足軽 役
- 劇団ヘロヘロQカムパニー 第39回公演「立て！マジンガーZ!!」（2022年12月4日、こくみん共済 coop ホール／スペース・ゼロ） - ガミア 役 他

### イベント
- ららぽーとクリスマスイベント「サンタの光」（2002年） - サンタエンジェル
- JAE NAKED LIVE「がんばろう 日本！」（2011年）
- 野川祭（2012年4月6日） - メインキャスト

### ゲーム
- ナムコ「ニーナ」（2003年） - ニーナ モーションキャプチャー
- SONY「GENJI 2」（2006年） - 敦盛 役
- スクウェア・エニックス「ファイナルファンタジーXIII」（2009年） - モーションプレイヤー

## スタッフ

### スーパー戦隊シリーズショー（スタッフ）
- 手裏剣戦隊ニンニンジャー（2016年） - 殺陣補佐
  - 「激アツ！これぞラストニンジャの戦いだ!!」
- 動物戦隊ジュウオウジャー（2016年） - 脚本
  - 「動物戦隊ジュウオウジャー シアターＧロッソに現る!!」
  - 「真夏のアニマルフェスティバル！ジュウオウザワールド登場!!」※脚本兼殺陣補佐
  - 「ジュウオウファイナル！王者の絆をなめるなよ!!」※殺陣補佐
- 快盗戦隊ルパンレンジャーVS警察戦隊パトレンジャー（2019年） - 演出
  - 「史上最高のVS!!君はどっちを応援する!?」